# Комаров, Павел Тимофеевич
Павел Тимофеевич Комаров (30 июня [12 июля] 1898, с. Солнечная Гора, Московская губерния — 2 мая 1983, Москва) — советский партийный и государственный деятель, первый секретарь Саратовского (1942—1948) и Вологодского (1938—1942) областных комитетов ВКП(б).

## Биография
Член РКП(б) с 1920 г. Образование неполное среднее. Участник Гражданской войны.
- 1928—1929 гг. — секретарь ячейки ВКП(б) завода имени М. В. Фрунзе, заместитель заведующего Организационно-инструкторским отделом исполнительного комитета Бауманского районного Совета г. Москвы,
- 1929—1930 гг. — председатель исполнительного комитета Калужского окружного Совета,
- 1930—1931 гг. — председатель Бауманского районного Совета г. Москвы,
- январь-май 1931 г. — председатель Сталинского районного Совета г. Москвы,
- 1931—1934 гг. — управляющий конторой «Мосремонт», уполномоченный Московского городского комитета ВКП(б) и Московского городского Совета по восстановлению и реконструкции жилищного фонда, управляющий Московским водопроводом, уполномоченный Московского городского Совета по подготовке к пуску и эксплуатации метрополитена,
- 1934—1936 гг. — председатель Пролетарского районного Совета г. Москвы,
- 1936—1937 гг. — первый секретарь Красногвардейского районного комитета ВКП(б) г. Москвы,
- 1937 г. — первый заместитель председателя исполнительного комитета Московского городского Совета,
- 1937—1938 гг. — первый секретарь Организационного бюро ЦК ВКП(б) по Вологодского области,
- 1938—1942 гг. — первый секретарь Вологодского областного комитета ВКП(б),
- 1942—1948 гг. — первый секретарь Саратовского областного комитета ВКП(б),
- 1951—1952 гг. — заместитель министра заготовок СССР,
- 1952—1959 гг. — заместитель председателя Комитета партийного контроля при ЦК КПСС.
- 1954—1956 гг. — и. о. председателя Комитета партийного контроля при ЦК КПСС.

Кандидат в члены ЦК ВКП(б) (1939—1961). Депутат Верховного Совета СССР 1, 2, 4 и 5 созывов.
С 1959 г. на пенсии.

## Награды и звания
- орден Трудового Красного Знамени.